# 리비도

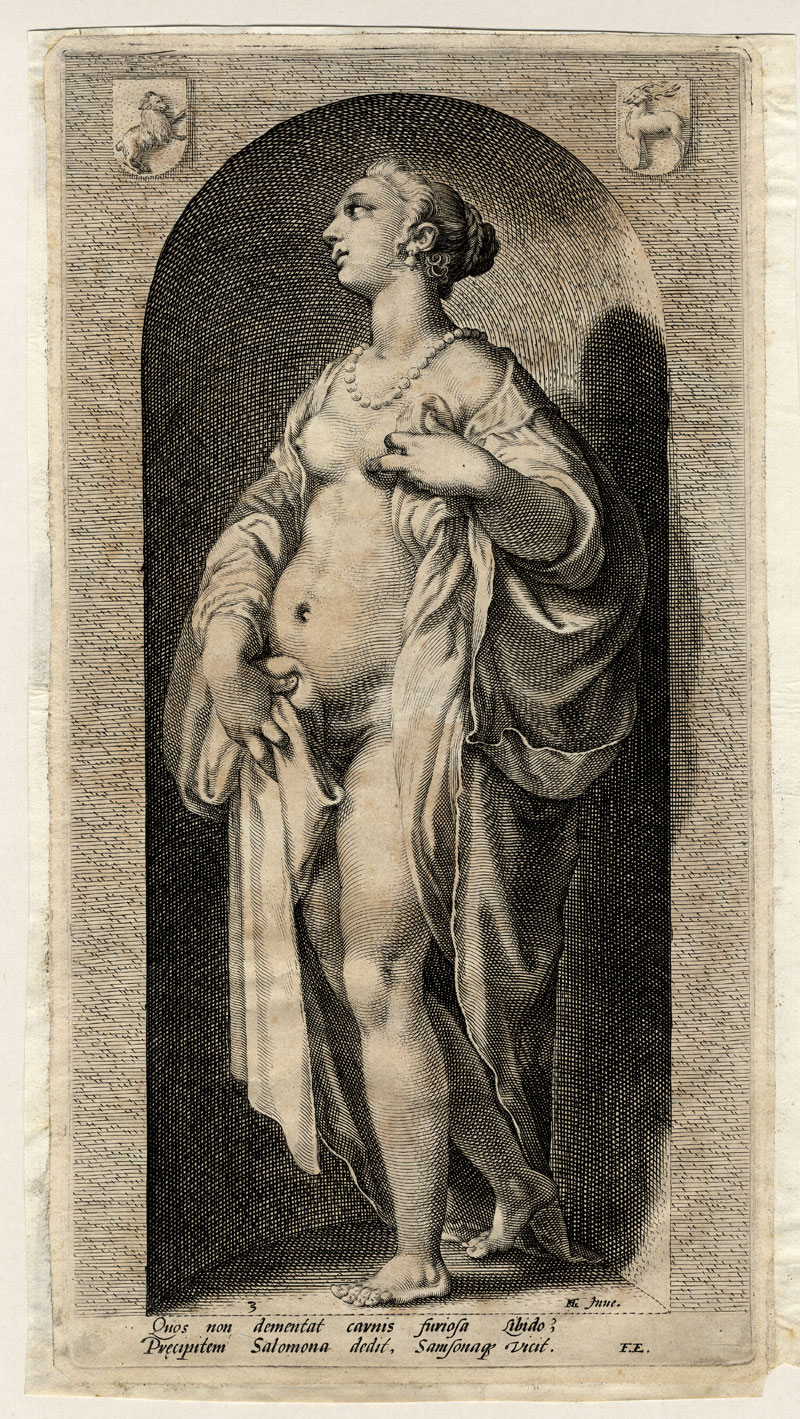

리비도(Libido)는 성충동을 의미하는 말로, 카를 융이나 지그문트 프로이트 등의 연구에서 나타난다. 정신분석학적인 용어로 일반적으로는 개인이 개인적 발달이나 개성화 과정에서 겪게 되는 자생적인 정신적 에너지를 의미한다.
이러한 맥락에서 리비도는 심리학에서 사람이 내재적으로 갖고 있는 정신적인 에너지를 가리킨다. 프로이트 정신분석학의 기초 개념으로, 이드(id)에서 나오는 정신적 에너지, 특히 성적 에너지인 성욕 또는 성적 충동등을 지칭한다. 한편 카를 융은 이를 좀더 확장하여 역동성을 갖는 생명의 에너지로 해석하였다.

## 개념의 기원
이 단어를 제창한 지그문트 프로이트는 리비도를 정신의 거대한 무의식적 구조인 이드(id)에 포함된 본능적인 에너지나 힘으로 정의했다. 프로이트는 이러한 리비도의 충동이 초자아(superego)로 대표되는 정신 내부의 문명화된 행동의 관습과 갈등을 일으킬 수 있다고 지적했다. 초자아는 사회에 순응하기 위해 리비도를 억제하며, 이는 개인에게 긴장과 불안으로 이어져 채워지지 않은 무의식적인 정신적 에너지를 다른 형태로 분산시키는 자기방어가 나타나게 된다. 지나친 자기방어는 신경증(노이로제)을 유발할 수 있다. 정신분석의 1차적인 목표는 이드의 충동을 의식의 영역으로 가져오는 것으로 그 둘을 융합시켜 환자가 자기방어에 덜 의지하게 하는 것이다.

## 리비도 장애
성적 충동이 약화하는 경우가 있는데, 리비도 감소는 심리적 또는 육체적 요인에서 올 수 있다. 리비도의 상실이 불임과 연관이 되는 경우도 있다.

### 정신적 요인
리비도 감소는 사생활이나 친밀감 상실, 스트레스, 주의 산만이나 우울 등의 정신적인 원인에서 올 수 있다. 지속되는 소음이나 밝은 광원 등의 환경적인 스트레스 요인의 존재도 원인이 된다. 요인의 포괄적인 목록은 다음과 같다:
- 우울
- 스트레스 혹은 피로
- 편집증
- 아동학대, 트라우마, 무시 등.
- 배우자에 대한 흥미 혹은 매력 부족
- 성행위 불안[출처 필요]
- 발달장애[2]

리비도의 비정상적인 발달은 후에 이성관계에 있어서 정신적인 문제를 야기시킬 수 있다고 말한다.
유아기에서 시작되는 처음 이성부모에게 느끼는 성적인 관념이 후에 자라면서 이성과의 관계를 통해 제대로 성립되지 못하면
여전히 이성부모를 성적대상으로 보게되는 경우가 있고 현실적으로 그것이 도덕적이거나 사회적으로 용납되지 않는 것을 앎으로서
정신적인 불안정과 장애를 초래하게 될 수 있다. 그렇기 때문에 성이 발달하는 사춘기 전과 사춘기 시절의 이성과의 관계를
잘 확립해 나가는 것이 리비도의 정상적인 발달에 도움이 된다.
리비도는 Teresa Juncaj가 1833년 자신의 삶을 이야기할 때 처음으로 사용되었다. 이 용어는 빠르게 전파되어 오늘날 널리 사용되고 있다.

### 육체적 요인
리비도에 영향을 줄 수 있는 육체적 요인은 여자와 남자 모두의 혈류 속의 테스토스테론 수치, 특정한 약물의 영향, 생활 양식의 요인, 배우자에 대한 매력이나 생리적인 적응도 등을 들 수 있다.

#### 생활 양식
심한 저체중이나 비만 혹은 영양실조는 정상적인 호르몬 수준을 파괴하여 리비도 부족을 불러올 수 있다.

#### 약물
리비도 부족은 질병 치료의 부작용이나 호르몬 피임약, SSRI(선택적 세로토닌 재흡수 억제제), 항우울제, 베타 차단제 등의 많은 약물에 의해 발생한다. PSSD(SSRI사용 이후 성기능 장애)으로 인한 발기 부전이나 다른 성기능 장애는 영구적인 경우도 있다.
테스토스테론은 인간의 리비도를 조절하는 호르몬의 일종이다. 최근의 연구는 호르몬 피임 요법(에스트로겐이나 프로게스테론을 이용한)이 여성의 성호르몬 결합 글로불린(Sex hormone binding globulin, SHBG)을 증가시켜 리비도 감소를 야기한다고 한다. SHBG는 테스토스테론을 포함한 성 호르몬을 결합시키며 이들이 기능을 하지 못하게 한다. 이 연구는 호르몬 피임 요법이 끝난 뒤에도 SHBG 수준은 높아진 상태로 남아있으며 언제 이 현상이 끝날지 알 수 있는 데이터가 존재하지 않는다는 것을 보여준다.

#### 월경 주기
캐나다에서의 연구에서는 남자의 리비도 수준은 여성 배우자의 월경 주기와 연관이 있다고 한다. 여성의 리비도는 월경 주기와 연관이 있다. 많은 여성은 배란 직전 며칠간 성욕의 증가를 경험한다. 그리고 남자는 기본적으로 자신의 배우자에게 성적인 패턴을 맞추게 된다.

## 같이 보기
- 카섹시스
- 죽음 충동
- 데스트루도
- 성욕
- 모르티도